# Jam Zapoljski sporazum
Jam Zapoljski sporazum ali Jam Zapoljski mir sta 15. januarja 1582 sklenili poljsko-litovska Republika obeh narodov in Carska Rusija. BIl je eden od sporazumov, s katerim se je končala livonska vojna. Sklenjen je bil po uspešni kampanji Štefana Báthoryja, ki se je končala z obleganjem Pskova.
Mir je bil sklenjen s pomočjo papeškega legata Antonija Possevina. V imenu Republike obeh narodov ga je podpisal poljski kralj in veliki litovski knez Štefan Báthory, v imenu Carske Rusije pa car Ivan IV. Grozni. S sporazumom je bilo sklenjeno desetletno premirje.
Sporazum je določal, da Rusija umakne svoje zahteve, povezane z Livonijo in Polockom. Batory je Rusiji vrnil ozemlje, ki ga je okupirala  njegova vojska, prekinil obleganje  Pskova in zapustil mesto Velikije Luki. Leta 1600 so na pogajanjih med diplomatsko delegacijo, ki jo je vodil Lev Sapieha, in carjem Borisom Godunovom sporazum podaljšali za dvajset let. Mir je prekinil poljski napad na Rusijo leta 1605.
Eden od glavnih poljskih pogajalcev je bil  diplomat in državnik Krištof Warszewicki.

## Sklica
1. ↑  Baliulis, Algirdas. Lietuvos Didžiosios Kunigaikštystės ir Maskvos valstybės diplomatiniai santykiai XVI a. pabaigoje (PDF). Vilnius: Lietuvos istorijos institutas.
2. ↑  Ferring Robert L. (1960). "Christopher Varsevicius: Polish Renessance Diplomat,  Statesman, and Political Writer". The Polish Review. 5(2): 98–109.  ISSN 0032-2970.